# Likhu (Nuwakot)
Pour les articles homonymes, voir Likhu.
Likhu (en népalais : लिखु) est un comité de développement villageois du Népal situé dans le district de Nuwakot. Au recensement de 2011, il comptait 2 462 habitants.